# Orto botanico di Padova
L'orto botanico di Padova, fondato nel 1545, è il più antico orto botanico al mondo ancora nella sua collocazione originaria ed uno dei più antichi in assoluto. Situato in un'area di circa 2,2 ettari, si trova nel centro storico di Padova, nei pressi del Prato della Valle. Dal 1997 è Patrimonio dell'umanità dell'UNESCO.

## Storia
L'Orto botanico di Padova nasce per la coltivazione delle piante medicinali che costituivano la maggioranza dei "semplici", medicamenti provenienti dalla natura. Per tale ragione la denominazione primitiva dell'orto è "Giardino dei Semplici" ("Horti Simplicium").

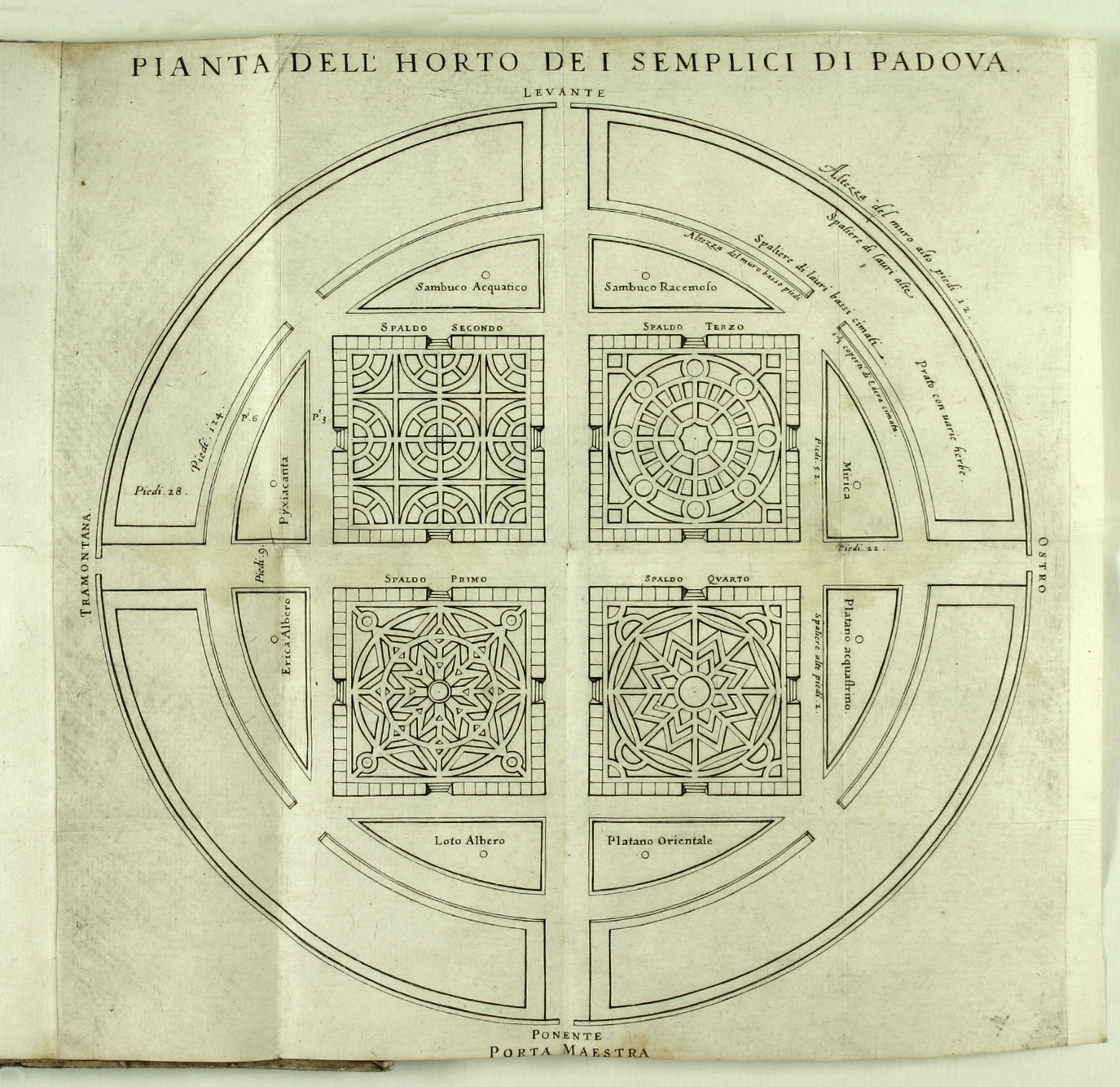
Pianta del XVII sec. dell' "Horto dei Semplici "

L'ateneo padovano, fondato nel 1222, era già largamente famoso per lo studio delle piante, in particolare per l'applicazione di queste alle scienze mediche e farmacologiche. Quando l'Orto fu fondato regnava una grande incertezza circa l'identificazione delle piante usate dai celebri medici dell'antichità: erano frequenti errori e frodi, con gravissimi danni per la salute dei pazienti. L'istituzione di un orto medicinale  fu sollecitata su richiesta di Francesco Bonafede, che allora ricopriva la cattedra di Lettura dei Semplici presso l'Università di Padova, per facilitare l'apprendimento ed il riconoscimento delle piante medicinali autentiche rispetto alle sofisticazioni. Nel 1545 un decreto del senato della Repubblica di Venezia ne approva la costituzione: i lavori sono immediatamente avviati.

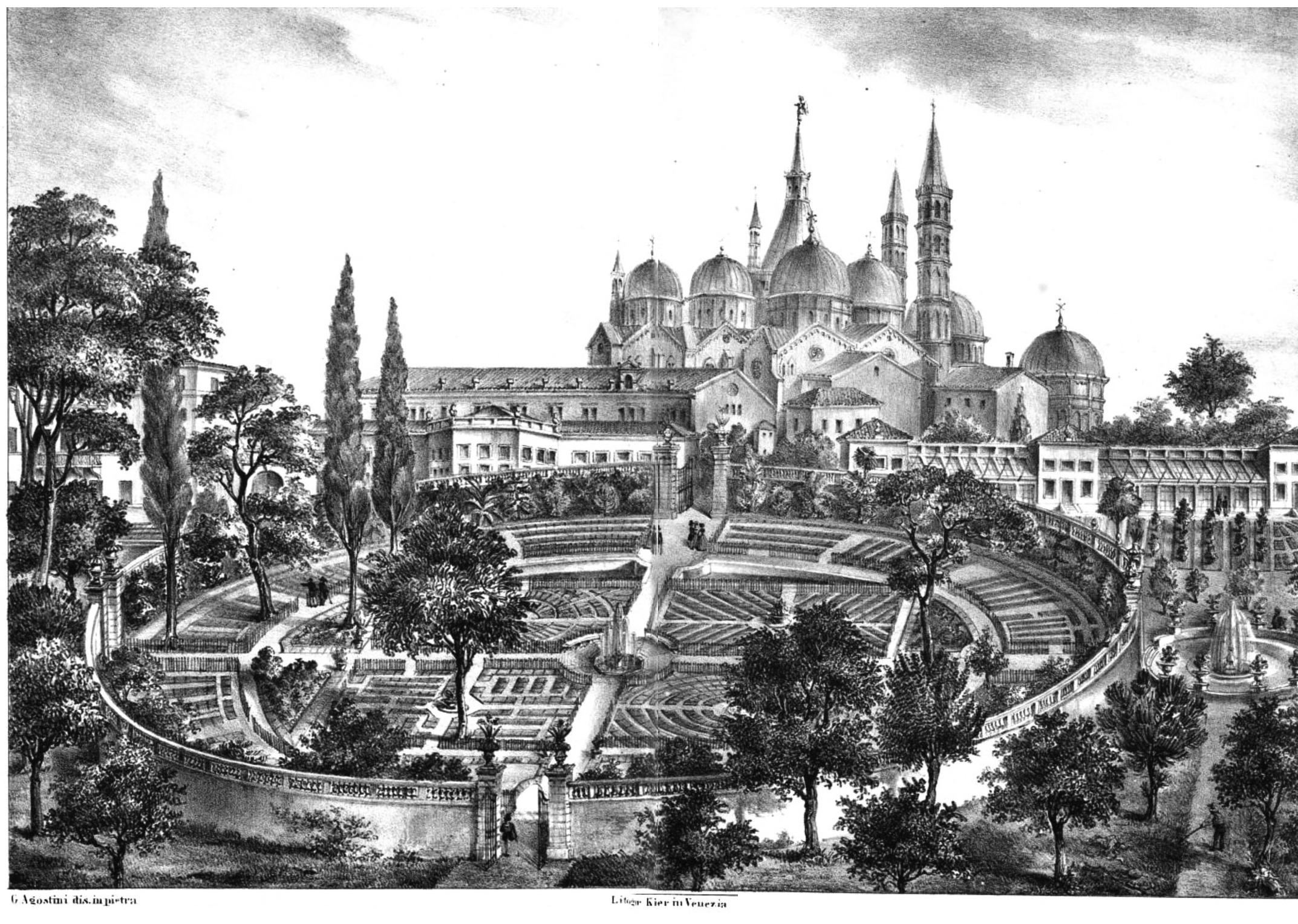
L'orto botanico in una litografia del 1842; sullo sfondo la basilica di Sant'Antonio

Il primo custode dell'orto è, nel 1547, Luigi Squalermo detto Anguillara, che fa introdurre 1800 medicinali. Nel 1551 all'Anguillara viene affiancato Pier Antonio Michiel, già creatore di un mirabile giardino privato, conoscitore e amatore delle specie vegetali ed autore di un eccellente erbario illustrato.
L'Orto, per la rarità dei vegetali contenuti e per il prezzo elevato dei medicamenti che da essi venivano ricavati, era oggetto di frequenti furti notturni, nonostante le severe pene comminate dalla legge. Per tale ragione fu edificato un muro di recinzione circolare, tutt'oggi visibile e caratterizzante da qui il nome di "Hortus Cintus".
Nel corso dei secoli, l'Orto botanico di Padova si è situato al centro di una fittissima rete di relazioni internazionali, esercitando un ruolo preponderante nell'ambiente della ricerca nello scambio di idee, di conoscenze e di piante. Per tali motivazioni nel 1997 è stato inserito dall'UNESCO nella lista dei patrimoni dell'umanità come bene culturale, costituendo una testimonianza eccezionale di una tradizione culturale inveterata da secoli (criterio iii) ed inoltre testimonia uno scambio di influenze cruciali nell'area culturale delle scienze botaniche (criterio ii); a tal proposito vedere le Linee guida operative della Convenzione del patrimonio mondiale. La motivazione in base alla quale l'orto botanico fu inserito nella lista dei patrimoni dell'umanità è la seguente:
Nell'ottobre 2014 è stata inaugurata la nuova ala dell'Orto botanico, denominata "Giardino della Biodiversità".

## Orto antico

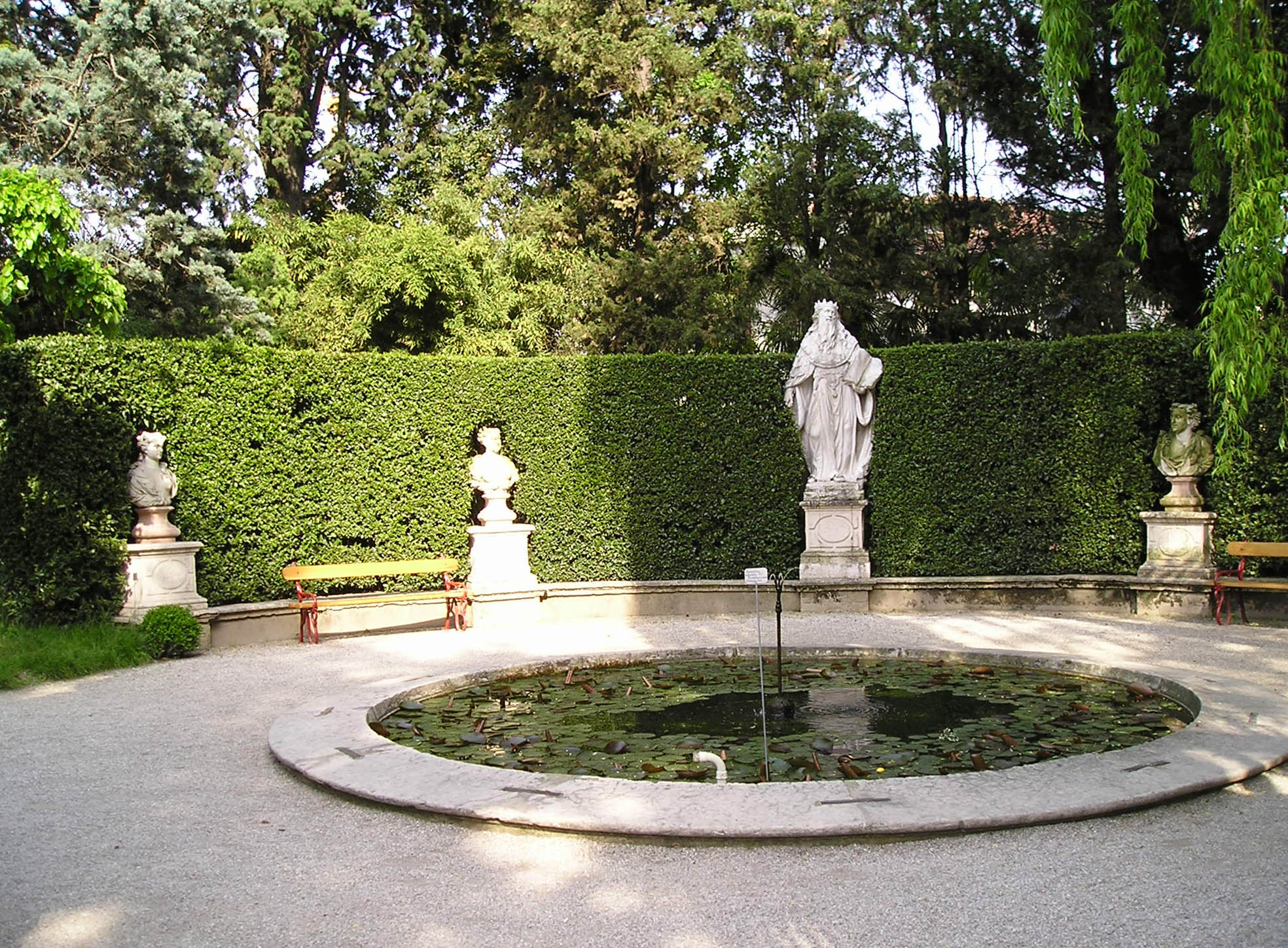
Fontana delle Quattro Stagioni

La struttura odierna dell'orto mantiene sostanzialmente quella del progetto iniziale, opera di Daniele Barbaro, anche se presto modificata parzialmente dal Michiel: un quadrato inscritto in un cerchio rimanda all'ideale di un Hortus Conclusus, luogo paradisiaco destinato ad accogliere coloro che ricercassero il rapporto tra l'uomo e l'universo.
L'Orto ha attualmente una superficie di quasi 22.000 metri quadrati e contiene oltre 6.000 piante coltivate, raccogliendo 3.500 specie differenti; che rappresentano, seppur in forma ridotta, una parte significativa del regno vegetale. La struttura è circondata da un muro circolare costruito nel 1552 per arginare i furti di erbe medicinali. All'interno quattro spalti sono a loro volta suddivisi in aiuole. Al centro una piscina per le piante acquatiche viene alimentata da un fiotto d'acqua calda proveniente da una falda posta a quasi trecento metri sotto il livello dell'orto.
Numerose sono le piante introdotte per la prima volta in Italia attraverso l'Orto botanico.
Fra queste il Ginkgo , la magnolia, la patata, il gelsomino, l'acacia e il girasole.

### Alberi storici

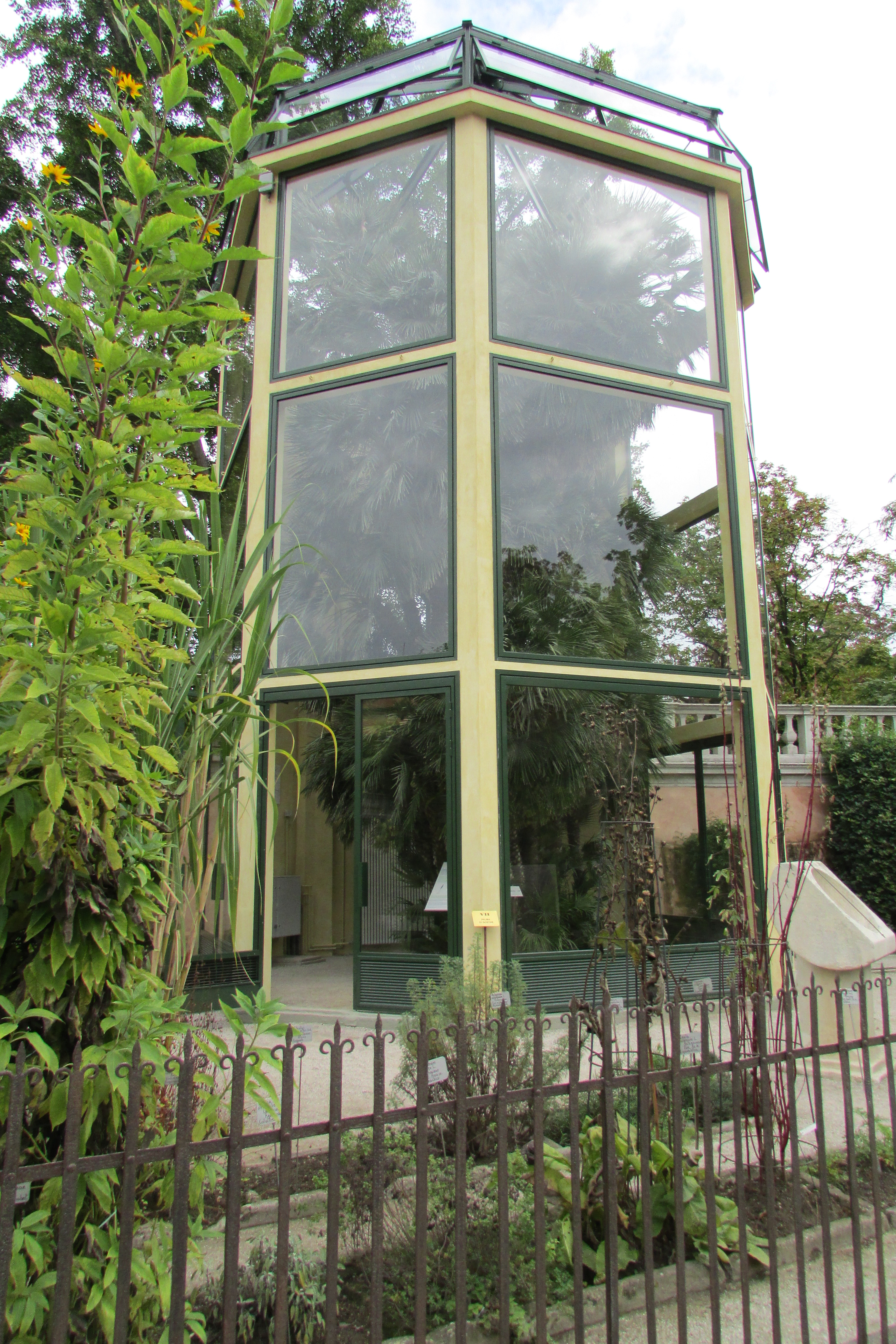
Serra ottagonale contenente la Palma di Goethe

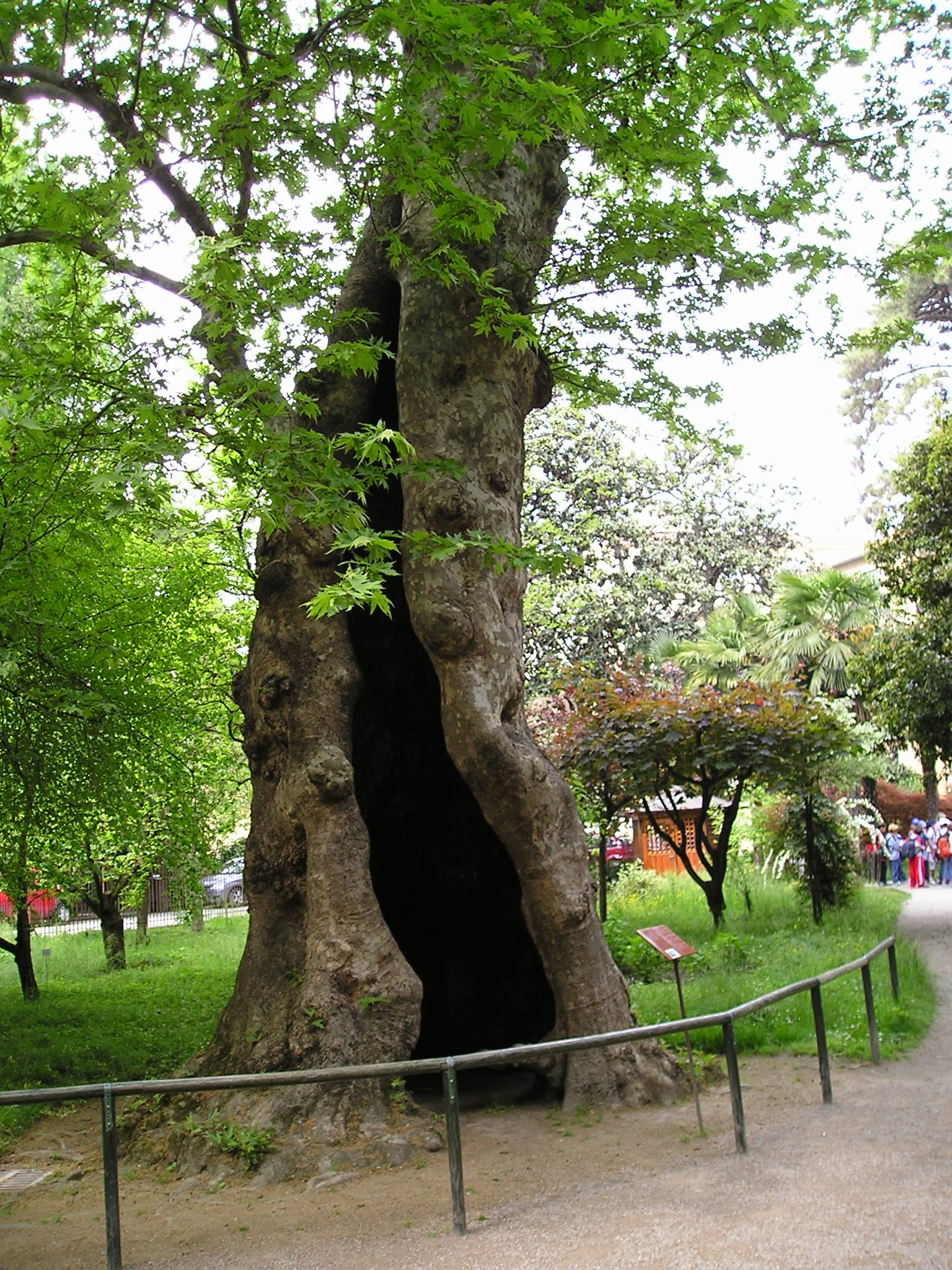
Platano Orientale

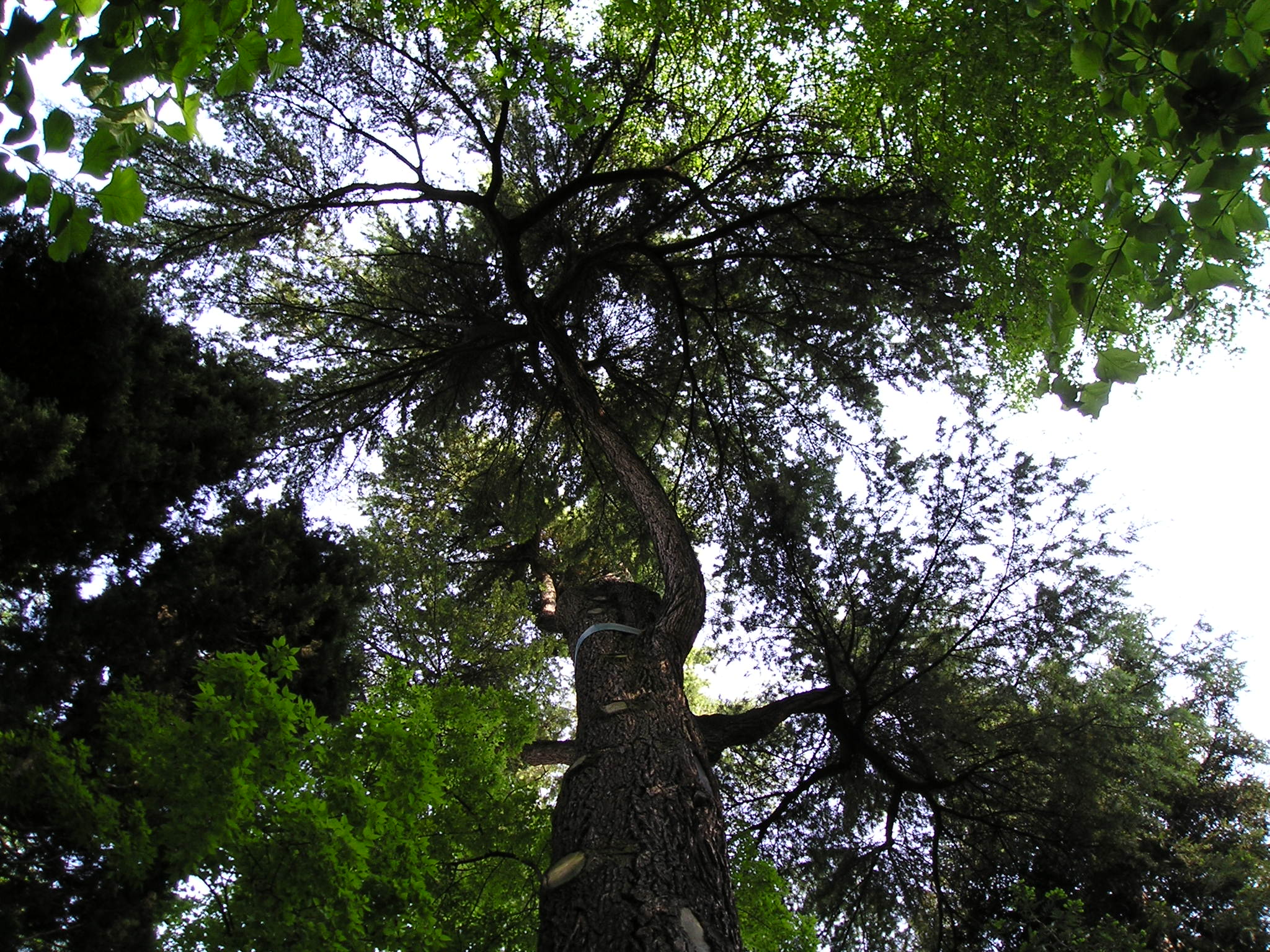
Cedro dell'Himalaya

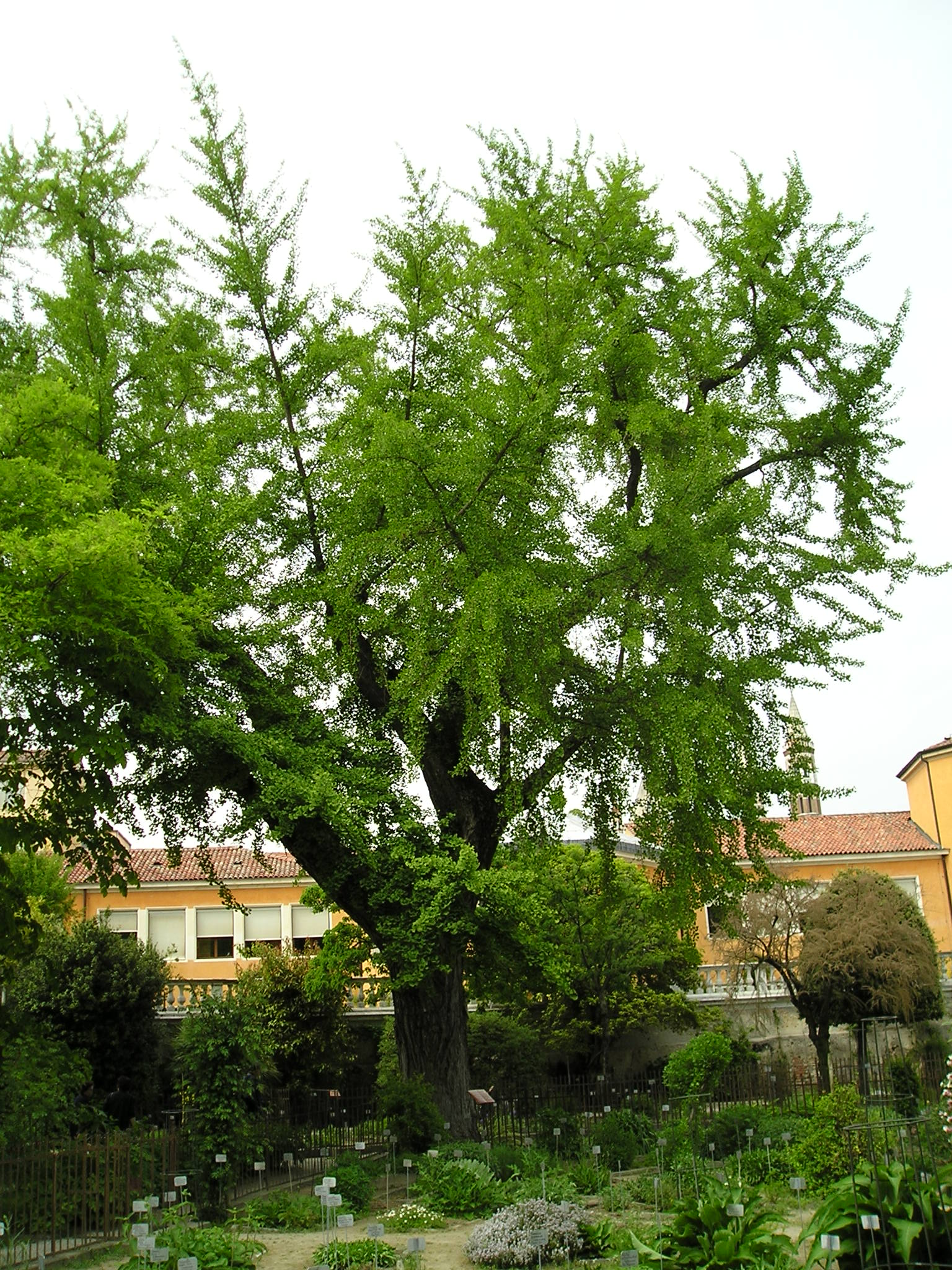
Ginkgo (Ginkgo biloba)

Nell'orto botanico dell'Università di Padova sono presenti alcune piante notevoli per la loro longevità, comunemente indicate come alberi storici. Ciascuna di queste, come tutte le piante conservate nell'Orto, reca un'apposita etichetta con il nome scientifico della specie, la famiglia di appartenenza, le iniziali del catalogatore che per primo la ha descritta ed infine l'anno di impianto nell'Orto. Si possono ammirare i seguenti esemplari, elencati in ordine cronologico.
Palma di Goethe, Chamaerops humilis
Messa a dimora nel 1585, è attualmente la pianta più vecchia presente nell'Orto botanico patavino ed è situata in un'apposita serra ottagonale presso la Porta Nord, nel settore delle piante medicinali. È nota universalmente come "Palma di Goethe" da quando il poeta tedesco, dopo averla ammirata nel 1786, formulò la sua intuizione evolutiva nel "Saggio sulla metamorfosi delle piante" pubblicato nel 1790. I suoi vari fusti raggiungono l'altezza di 12 metri.
Robinia, Robinia pseudoacacia
L'esemplare dell'Orto botanico di Padova è la prima acacia (o robinia) introdotta in Italia; risale al 1662, ossia appena sessanta anni dopo la sua introduzione in Europa per opera del giardiniere del re di Francia Enrico IV, Jean Robin, dal cui cognome Carlo Linneo formò il nome del genere Robinia. Da questo esemplare nel 1750 furono tratti i semi utilizzati per introdurre la specie in Germania, secondo le intenzioni dell'imperatrice Maria Teresa d'Austria. Nel 1788, un esemplare derivante da un seme dell'albero padovano fu introdotto nell'orto botanico dell'Arcispedale di Santa Maria Nova di Firenze, successivamente trapiantato in quello del Giardino dei Semplici. Autore di questa introduzione in Toscana fu Ottaviano Targioni-Tozzetti.
Platano orientale, Platanus orientalis
Messo a dimora nel 1680 nell'Arboreto, nei pressi dell'ingresso: rappresenta una delle piante più vetuste presenti nell'orto. Albero particolarmente imponente, con la peculiarità di possedere un fusto cavo, conseguenza dell'attività di un fungo. Tuttavia la pianta continua a vegetare, poiché la parte più interna del legno non è più funzionante, dunque non più necessaria. La parte esterna è sede dei tessuti di conduzione funzionanti.
Magnolia, Magnolia grandiflora
Indicata come magnolia sempreverde, l'esemplare più antico presente nell'Orto risale al 1786 ed è ritenuto uno dei primi introdotti in Italia, se non il primo in assoluto. Si trova tra le porte Ovest e Sud; non ha grandi dimensioni, tuttavia è dotata di vistose radici. Altri due esemplari messi a dimora agli inizi dell'Ottocento si possono ammirare presso l'ingresso dell'Orto.
Cedro dell'Himalaya, Cedrus deodara
Situato tra la Montagnola e la Fontana delle Quattro Stagioni, fu messo a dimora nel 1828, fu il primo esemplare di tale specie tradotto in Italia. In questi ultimi anni ha sofferto uno stress idrico dovuto all'abbassamento della falda idrica, a causa delle costruzioni realizzate nelle vicinanze. A tale scopo è stata messa in atto una complessa operazione di risanamento e rivitalizzazione di questa storica pianta.
Ginkgo, Ginkgo biloba
Secondo la tradizione il maestoso ginkgo situato all'interno della Porta Nord venne importato in Padova nel 1750. Si tratta di un esemplare maschile su cui, verso la metà dell'Ottocento, fu innestato a scopo didattico un ramo femminile. La sua caratteristica forma a cono fu persa a causa di un fulmine. Lo stesso Wolfgang Goethe, affascinato dalla maestosa pianta le dedicò uno scritto.
Metasequoia, Metasequoia glyptostroboides
Specie introdotta nell'Orto botanico nel 1961, situata presso la Porta Sud, a ridosso del muro circolare, nel settore che ospita le piante medicinali. Può raggiungere i 35 metri di altezza. L'habitat ideale è costituito da terreni ricchi di acqua: per tale motivo è detto "Abete d'acqua".
Cipresso calvo, Taxodium distichum
All'interno dell'Orto si trovano alcuni vetusti esemplari di cipresso calvo: uno nel settore delle piante dei Colli Euganei, presso la Porta Sud, e tre presso il Ponte d'Ingresso, lungo il canale. Sempre presso il canale si trova un quarto individuo, leggermente diverso dagli altri per la forma più rotondeggiante (e non ovale) delle pigne coriacee.

### Collezioni
- piante insettivore (Queste piante sono ospitate nella prima delle serre ottocentesche, posta poco oltre la Porta Nord);
- piante medicinali e velenose (Rappresenta la diretta continuazione dell'orto medicinale, comprende piante molto utilizzate in passato);
- piante dei Colli Euganei e Rare (uno dei ruoli fondamentali degli orti botanici è quello di far conoscere al pubblico le specie vegetali più caratteristiche presenti nel territorio, al fine di preservarle);
- piante introdotte (Essendo al centro di una fitta rete di scambi internazionali l'orto ebbe un ruolo chiave nell'importazione ed introduzione nonché acclimatazione di specie esotiche).

### Ambienti

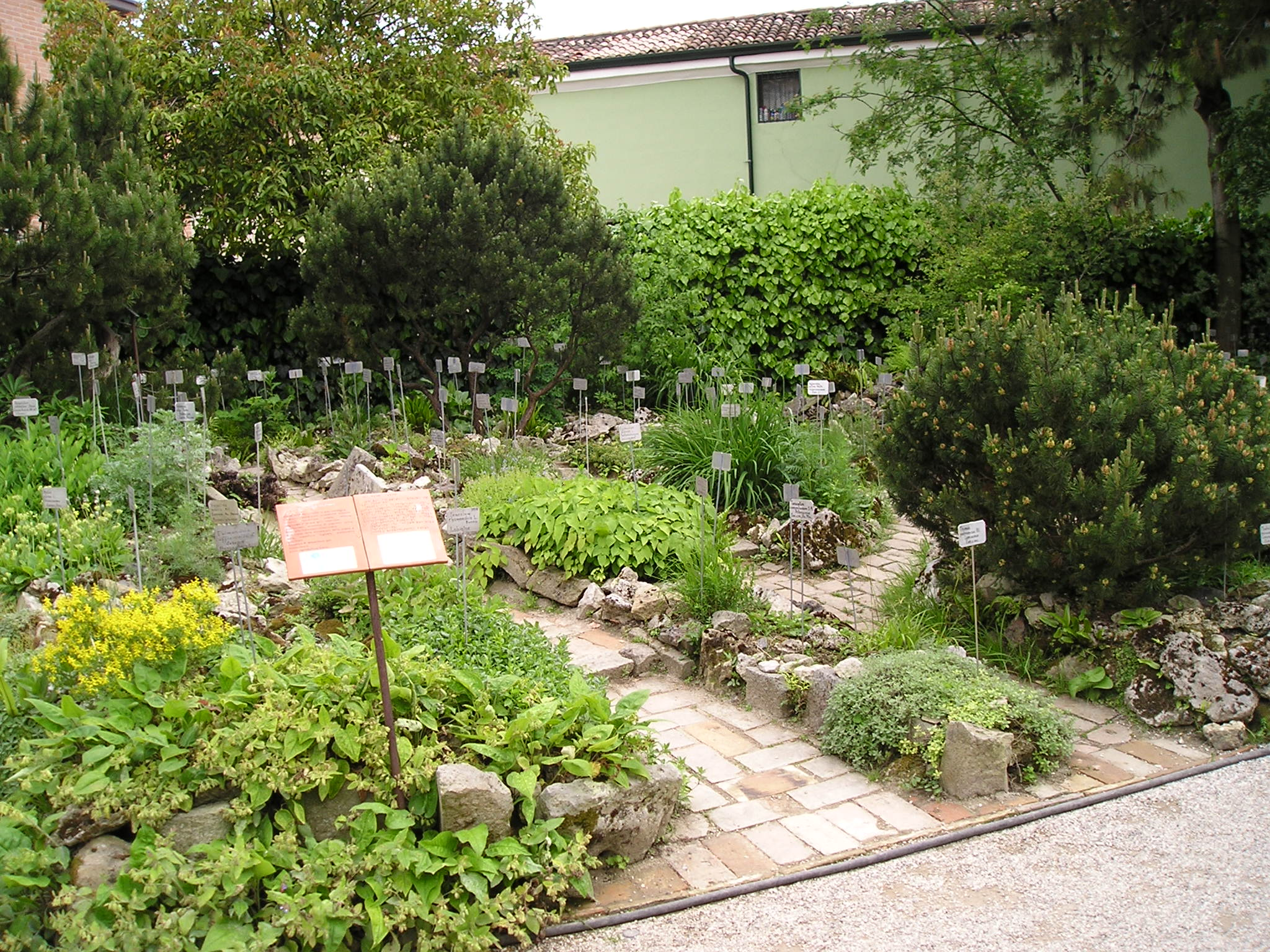
Scorcio della Roccera alpina (Alpinum), con la relativa caratteristica flora.

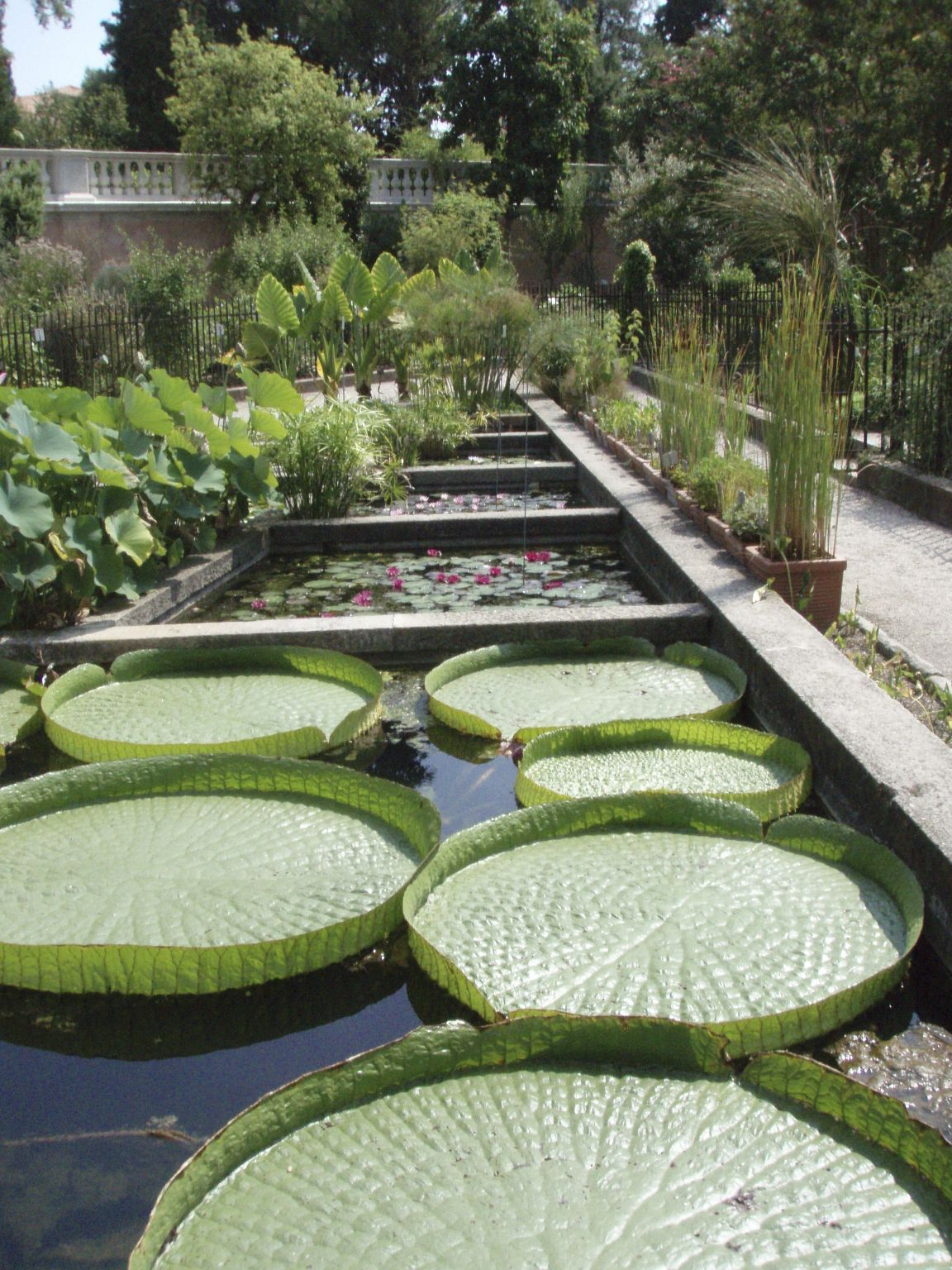
Vasca con le piante acquatiche

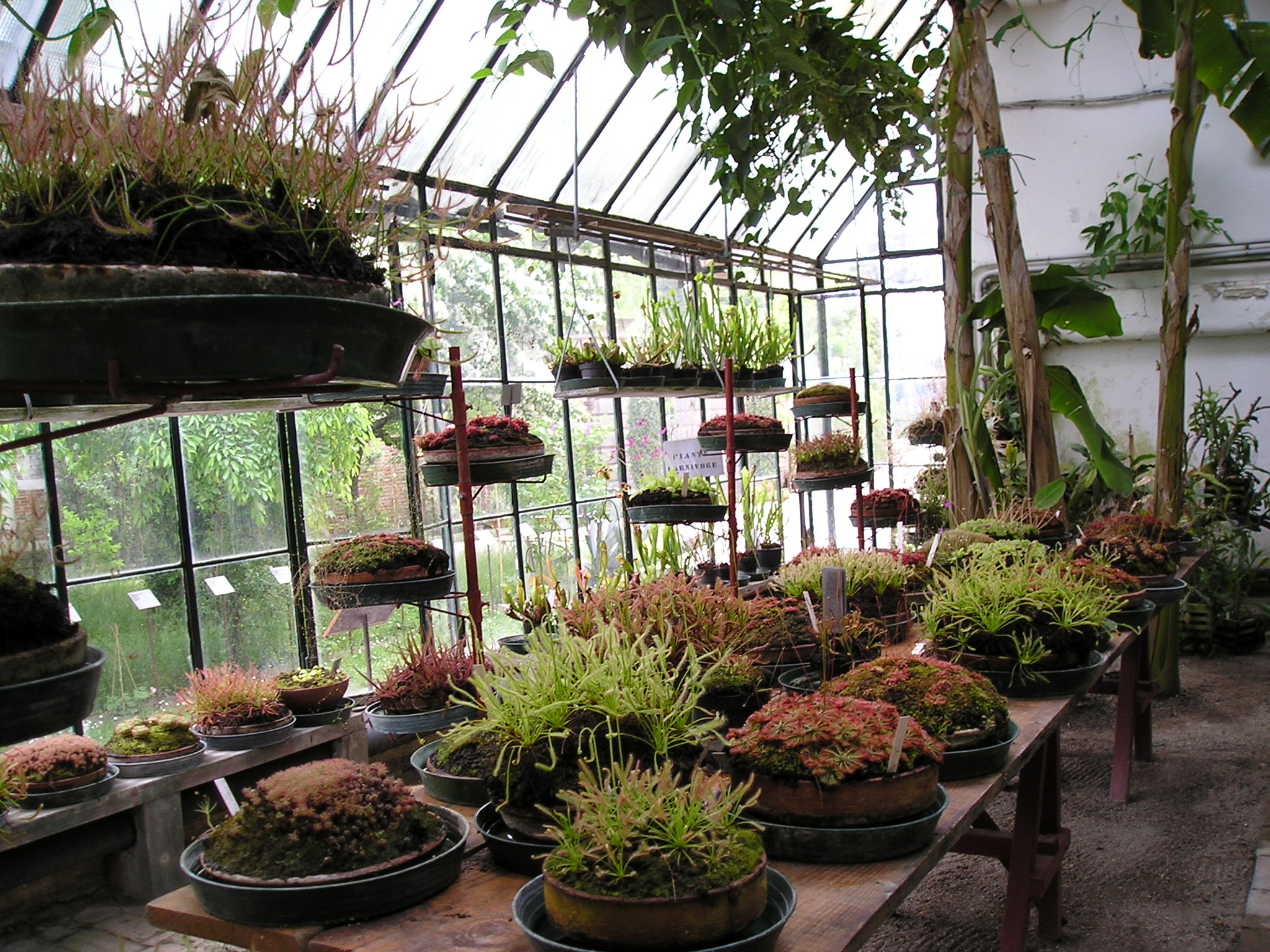
Serra piante carnivore

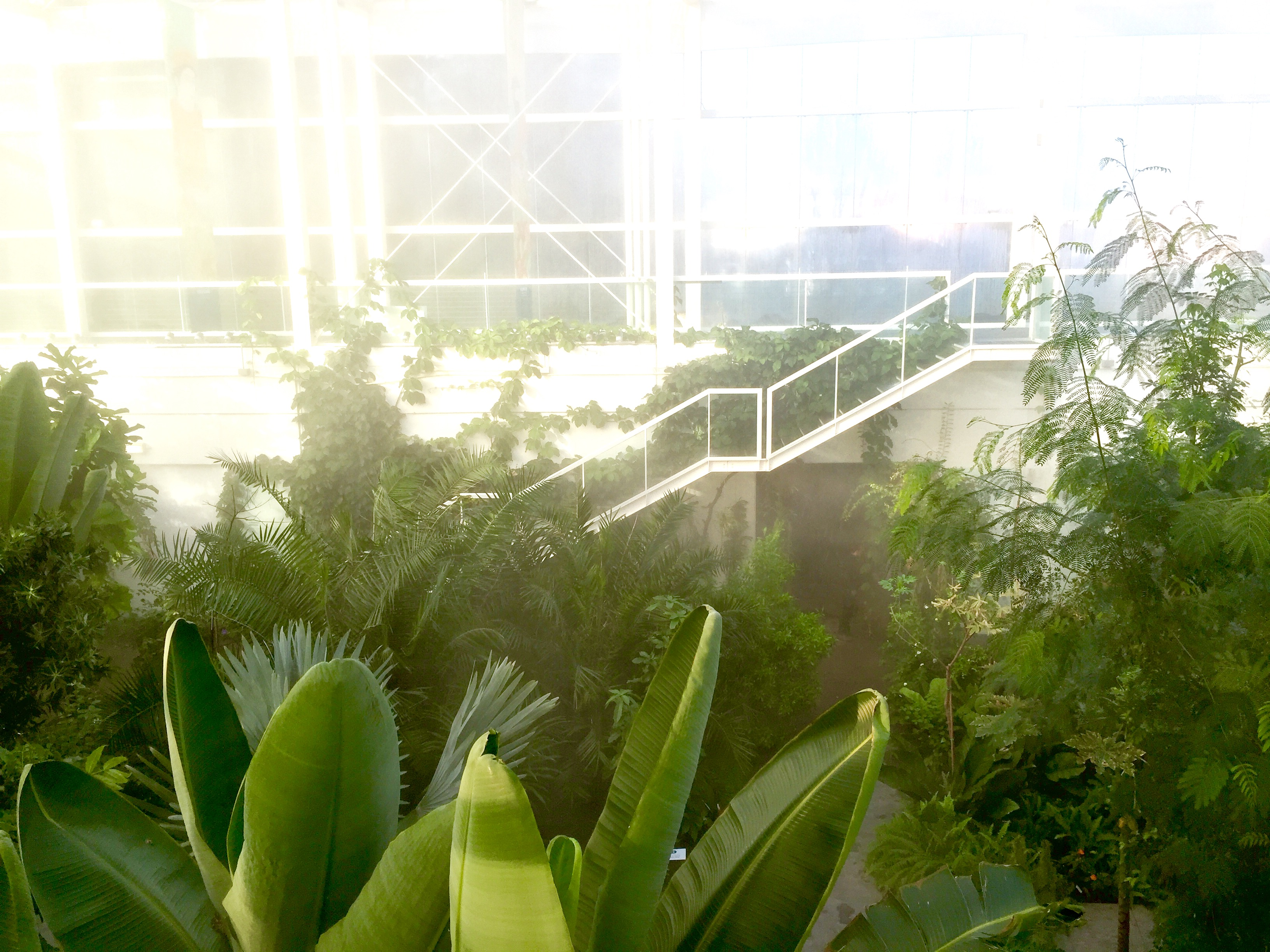
La serra tropicale pluviale

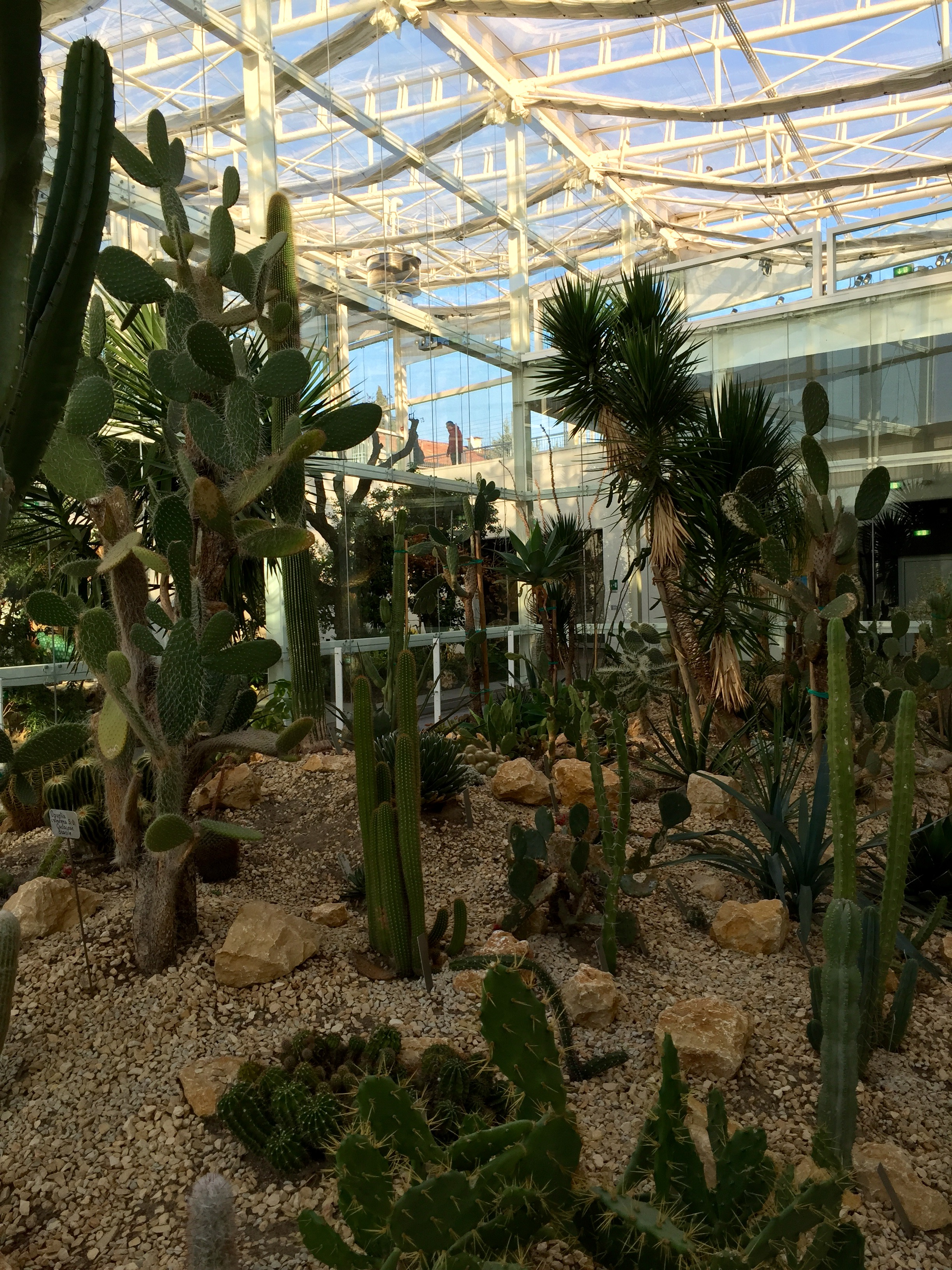
La serra arida

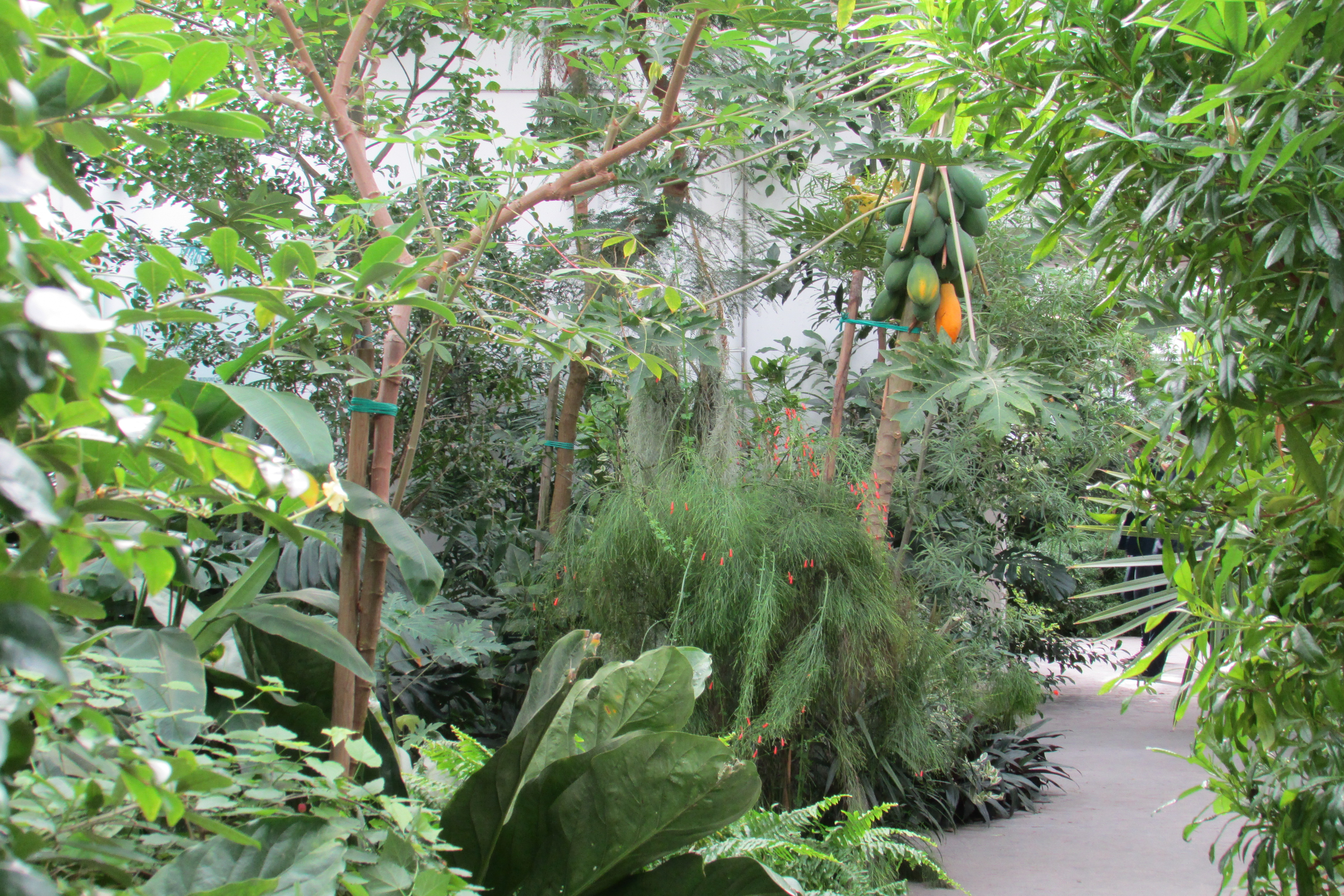
La serra tropicale subumida

Le piante, per loro stessa definizione, sono legate all'ambiente, di cui diventano caratteristica prevalente insieme alla fauna. Le caratteristiche ambientali sono determinate dal tipo del suolo, dalla temperatura, dalla quantità di acqua e dall'irraggiamento solare. Nell'orto sono stati ricostruiti alcuni ambienti naturali dove sono coltivate le piante che li caratterizzano.

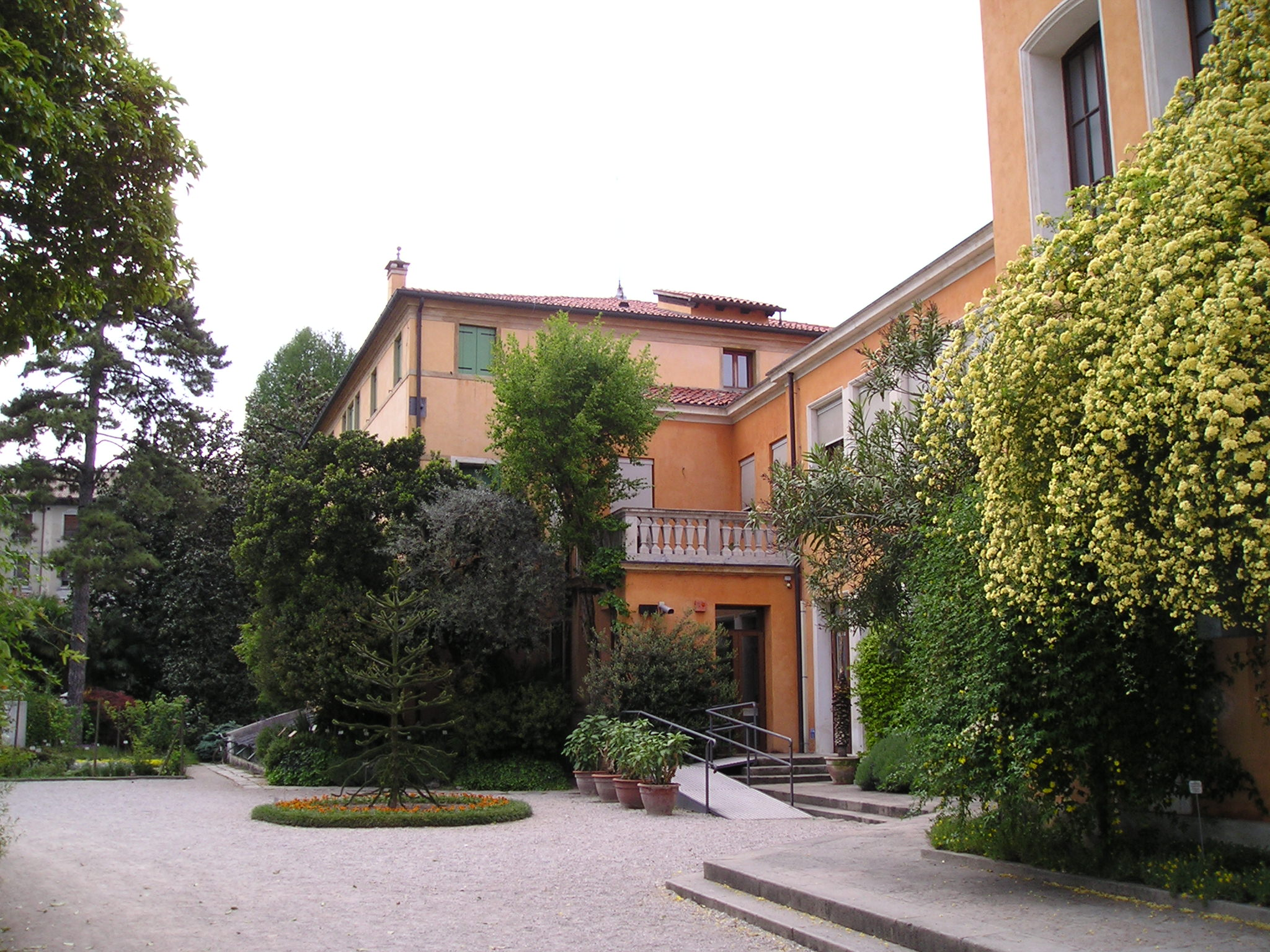
Macchia mediterranea
Si tratta della vegetazione attualmente più diffusa lungo le coste del Mediterraneo, ove il clima è caratterizzato da estati calde e aride e da precipitazioni concentrate nei mesi invernali. La macchia mediterranea si presenta come un insieme fitto di cespugli, arbusti e alberi sempreverdi. La ricostruzione nell'orto botanico di una parte di questo ecosistema è stata possibile sfruttando un luogo in prossimità dell'ingresso, all'esterno del muro circolare, protetto dall'edificio museale e riparato dai venti freddi. Troviamo piante come: l'oleastro (Olea europaea), il lentisco (Pistacia lentiscus), la palma nana (Chamaerops humilis). Troviamo ancora il leccio (Quercus ilex) e il corbezzolo (Arbutus unedo), arbusti aromatici come il mirto (Myrtus communis), la lavande (Lavandula stoechas).
Roccera alpina (Alpinum)
Il settore che documenta questo ambiente è situato di fronte alla serra tropicale (serra delle orchidee). Si possono ammirare molte specie dalla fioritura prolungata come le sassifraghe (Saxifraga), la stella alpina (Leontopodium alpinum), varie campanule e molte altre ancora. Accanto alla roccera alpina è stato costruito un piccolo lembo di torbiera, ambiente caratterizzato da suoli acidi imbevuti di acqua, comune nelle regioni temperato-fredde ed artiche. La vegetazione è caratterizzata da particolari muschi: gli sfagni (Sphagnum), o “Muschi delle Torbe”. L'accumulo delle loro parti morte e parzialmente carbonizzate, assieme ai detriti vegetali e a resti di animali, costituisce la torba. Si possono qui vedere varie specie di questi ambienti: piante insettivore come la drosera (Drosera rotundifolia) e la pinguicola (Pinguicula vulgaris), eriofori (Eriophorum spp.), giunchi (Juncus spp.), il trifoglio fibrino (Menyanthes trifoliata) e alcuni salici (Salix spp.).
Ambiente d'acqua dolce
Nelle numerose vasche dell'Orto botanico vengono coltivate piante d'acqua dolce (idrofite). Quelle di maggiori dimensioni sono situate all'interno del muro, poco oltre la Porta Nord. Altre piante acquatiche, più o meno decorative, si trovano nelle altre vasche e vaschette situate sia all'interno che all'esterno del muro circolare. Le idrofite, pur appartenendo a famiglie diverse, presentano adattamenti analoghi a causa delle condizioni determinate dall'ambiente acquatico. Alcune possono galleggiare, con le foglie in superficie e le radici immerse nell'acqua ma libere, come la lenticchia d'acqua (Lemma minor) o il giacinto d'acqua. Altre invece sono ancorate al substrato, come ad esempio le ninfee (Nymphaea spp.), il fior di loto indiano (Nelumbo nucifera), la Victoria (Victoria cruziana). La più singolare delle piante acquatiche che si coltivano in Orto è indubbiamente la minuscola wolffia (Wolffia arrhiza), che si può ammirare nella piccola vasca addossata all'esterno del muro, di fronte al "Teatro Botanico". Si tratta della più piccola fanerogama della flora europea: la pianta, priva di radici, è costituita unicamente da una piccola foglia ovoide che raggiunge il diametro massimo di 1 millimetro.
Piante succulente
Conosciute anche con il nome improprio di “piante grasse”, sono piante che si sono adattate a vivere in ambienti aridi anche estremi; pur appartenendo a gruppi sistematici distanti tra loro, queste piante presentano convergenze morfologiche (riduzione delle foglie in spine, fusti che fotosintetizzano, succulenza dei tessuti) e funzionali (un particolare metabolismo fotosintetico), determinate dall'adattamento all'ambiente. Molte sviluppano tessuti specializzati in grado di accumulare l'acqua (le cellule sono dotate di vacuoli molto grandi, spesso con mucillagini che facilitano questa ritenzione), che cedono gradatamente quando la pianta non può ricavarla dal suolo. Esempi di morfologie caratteristiche sono il fico d'India (Opuntia ficus-indica), con foglie trasformate in spine e fusti appiattiti, e il “cuscino della suocera” (Echinocactus grusonii), con grosso fusto sferico e spinoso. La collezione delle piante succulente occupa, durante i mesi invernali, la terza delle serre ottocentesche. Ogni anno, durante la stagione estiva, un ambiente desertico viene ricostruito all'aperto davanti alla palazzina nota come "Casa del Prefetto", mentre altre piante della collezione sono collocate a ridosso degli edifici, tra il "Teatro Botanico" e le serre; altre ancora sono collocate all'interno del muro circolare, in corrispondenza delle quattro grandi porte.
Serra tropicale
La piccola serra tropicale, più nota come "Serra delle Orchidee", è situata di fronte al Giardino Alpino. Questo microambiente caldo, umido e semi-ombreggiato ospita una collezione di piante tipiche delle foreste tropicali; tra esse parecchie epifite: piante che nel loro ambiente naturale si sono adattate a vivere sui rami più alti degli alberi per ricevere più luce. Tra le epifite si possono ammirare numerose orchidee: alcune sono ibridi orticoli dai grandi fiori appariscenti, altre sono invece specie spontanee, con infiorescenze a volte minuscole ma non per questo meno ricercate dai collezionisti, per cui alcune sono ormai rare e minacciate di estinzione nel loro habitat naturale. Una orchidea interessante è la vaniglia (Vanilla planifolia). Altre epifite curiose sono le tillandsie (Tillandsia spp.), bromeliacee originarie delle regioni tropicali e subtropicali americane, come pure i platiceri (Platycerium spp.), conosciuti anche come “felci a corna d'alce” per la tipica divisione della fronda. Nella stessa serra si possono ammirare numerose felci, alcune delle quali arboree.

## Giardino della biodiversità
Nel maggio 2002, l'adiacente Collegio Antonianum dei Gesuiti ha venduto gran parte dei suoi terreni all'Orto botanico e nel 2008 sono cominciati i lavori di ampliamento. Inaugurato nell'ottobre 2014, rappresenta la nuova parte dell'Orto botanico, rendendolo una delle serre più avanzate al mondo in questo campo. All'interno di questa nuova e futuristica struttura sono raccolte più di 1.300 specie di piante, provenienti da ogni parte del mondo. All'interno del Giardino le piante sono disposte secondo una metodologia fitogeografica, cosicché il visitatore ha l'immediata rappresentazione della ricchezza o povertà di biodiversità presente in ogni fascia climatica.

### Solar Active Building

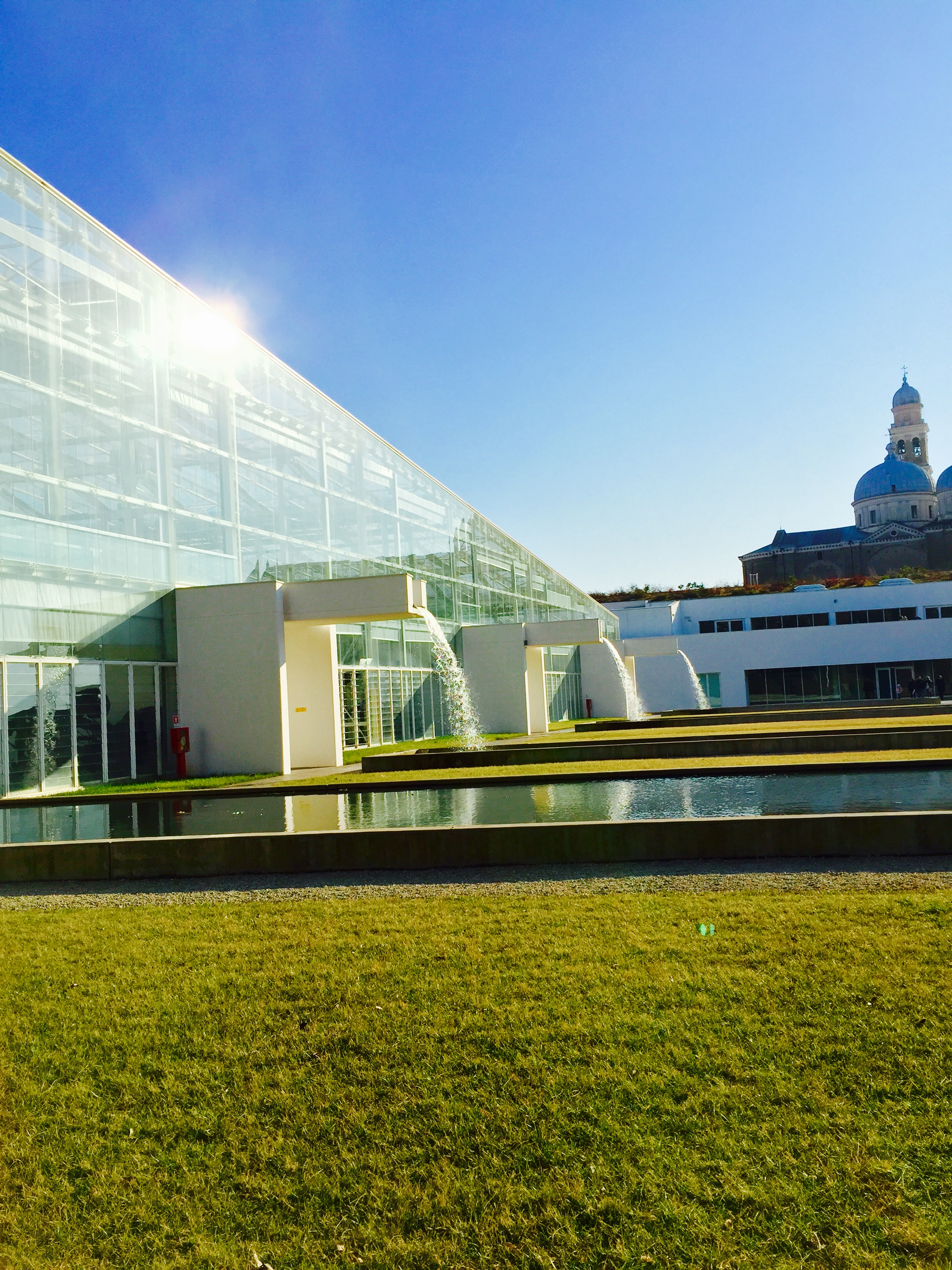
Facciata del Giardino della biodiversità.

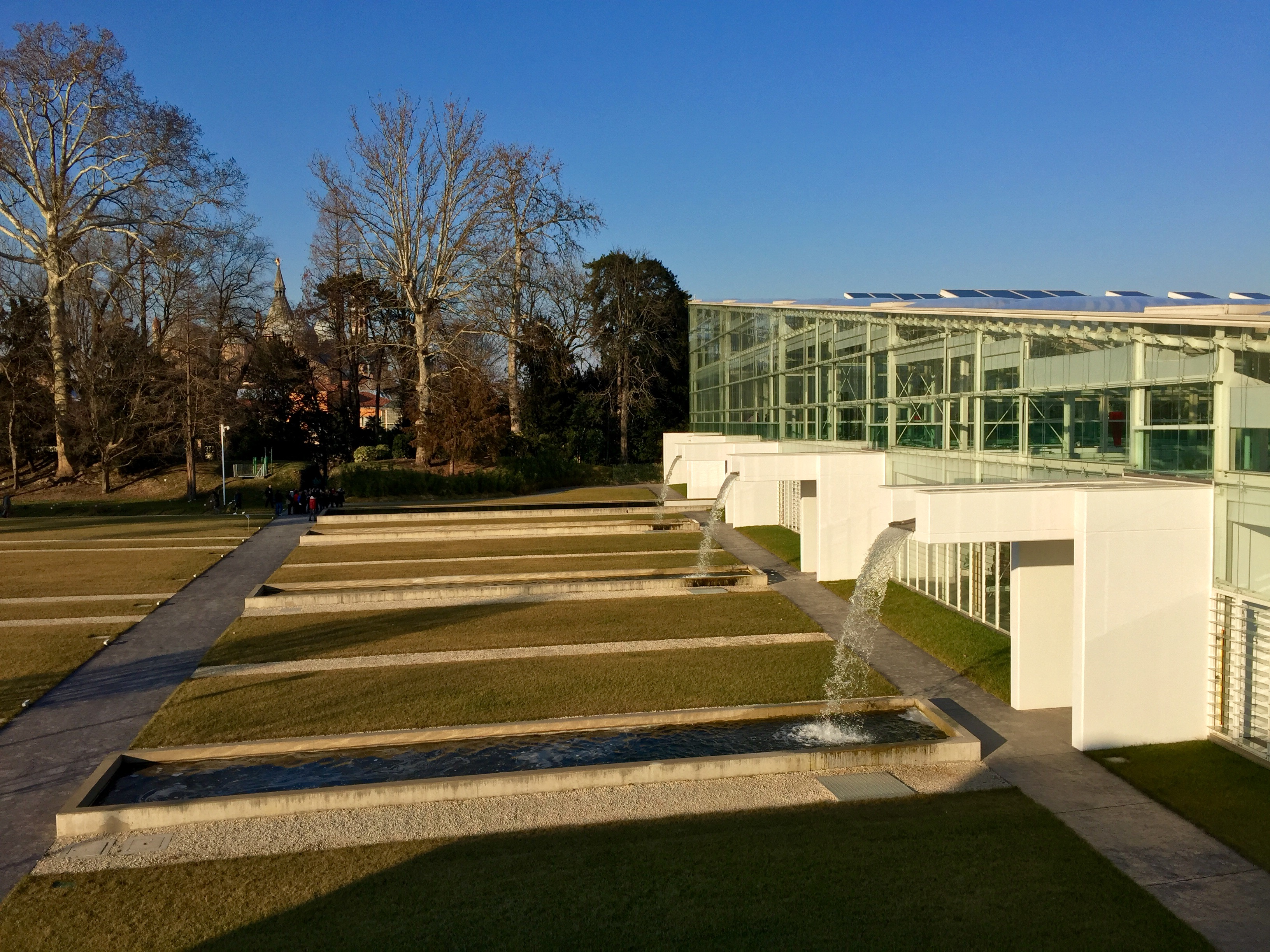
Vista frontale del Giardino della Biodiversità.

L'edificio, a bassissimo impatto ambientale, consiste in una teca di vetro lunga 100 metri ed alta 18, la cui forma ed organizzazione spaziale sono ottimizzate al fine di sfruttare al meglio l'apporto di energia solare. Le precipitazioni naturali alimentano una vasca di raccolta di 450 metri cubi, mentre le cascate poste sulla facciata principale (vedi foto) assicurano la movimentazione e corretta ossigenazione della riserva idrica. Oltre che dalle precipitazioni, l'acqua necessaria al funzionamento della serra è attinta da un pozzo artesiano profondo 284 metri da cui viene prelevata acqua con temperatura di 24 °C, al fine di permettere la vita alle piante tropicali tutto l'anno. Il pozzo serve anche per integrare la riserva idrica in caso di siccità o scarsità di precipitazioni. L'energia ricavata dai pannelli fotovoltaici garantisce il funzionamento delle pompe e dei relativi sensori che regolano il ciclo dell'acqua nella serra. Inoltre l'edificio è in grado di trasformare l'ambiente intorno a sé, poiché la superficie di vetro della serra è rivestita da una particolare pellicola in grado di produrre una reazione chimica, sfruttando i raggi ultravioletti, il cui effetto è un abbattimento dell'inquinamento atmosferico (150 metri/cubi al giorno). All'interno di questa grande struttura troviamo più ambienti ripartiti al suo interno con climi completamente differenti, da quello tropicale del Sud America a quello più torrido e secco tipico del deserto, passando per un clima subtropicale. L'edificio, attraverso sofisticate tecnologie, è in grado di autoregolare una serie di parametri per garantire il clima migliore per ogni tipologia di piante, in base a dati analizzati da un sistema totalmente computerizzato. Le vetrate della facciata principale sono in grado, automaticamente in base alle condizioni, di aprirsi e chiudersi per regolare al meglio il flusso di calore ed umidità presenti nella struttura.

### Ambienti
Foresta tropicale pluviale
Questo clima si sviluppa a latitudini comprese tra il Tropico del Cancro e quello del Capricorno. La temperatura media in questa parte della serra si attesta sui 25 °C, con oscillazioni di 2-4 gradi nel corso dell'anno. All'interno della serra è riprodotto fedelmente il clima tropicale (come si può notare dalla foto a lato), per garantire la migliore sopravvivenza agli esemplari presenti in quest'area del Giardino della Biodiversità.
Foresta tropicale subumida
Le precipitazioni della fascia Subumida e della Savana sono notevolmente inferiori a quelle della fascia tropicale. All'interno di questa serra la temperatura media è di circa 20 °C, e tale temperatura ha un'oscillazione di circa 10 °C nell'arco dell'anno.
Clima temperato e mediterraneo
In questa serra troviamo un'elevata biodiversità, caratteristica principe del clima mediterraneo, clima che è il meno esteso tra i climi temperati. Le zone di clima temperato ricoprono meno del 2% della superficie terrestre, ma conservano il 20% del patrimonio dell'intera biodiversità.
Clima arido
A caratterizzare quest'area della serra è la scarsità di "precipitazioni" (meno di 250 millimetri all'anno). Tale serra rispecchia i climi aridi caldi e i climi aridi freddi  (i primi tipici dell'Africa settentrionale e della penisola arabica; i secondi tipici del Mar Caspio e del deserto dei Gobi, in Mongolia). All'alba ci sono 0°, mentre durante il giorno 40°.

## Altre attività
Dal 1835, all'interno dell'Orto botanico si trova una biblioteca che dispone di antiche e nuove testimonianze. Oltre ai libri, conserva materiale di varia natura come ad esempio erbari secchi, manoscritti, fotografie, quadri, planimetrie storiche e oggetti museali. Nello stesso anno fu fondato nel comprensorio dell'orto un erbario, diventato oggi un museo che ha al suo interno una fornita collezione di piante essiccate, alghe, funghi, muschi, licheni, galle, legni, semi e frutti. L'erbario del museo comprende circa 500.000 campioni provenienti da Italia, Europa, Asia, Africa e Americhe, pervenuti a partire dalla fine del XVIII secolo.
In una palazzina attigua all'ingresso dell'orto si trovano le sale espositive del Centro di Ateneo per i Musei, dove vengono allestite mostre relative alla botanica a fini di divulgazione scientifica. Durate tali eventi si possono ammirare vari reperti conservati nei musei dell'ateneo cittadino.